# Ерик Уайнър
Ерик Уайнър (на английски: Eric Weiner) е американски журналист, лектор и писател на бестселъри в жанра пътепис, история, анализи и философска проза.

## Биография и творчество
Ерик Уайнър е роден през 1963 г. в САЩ. Завършва с бакалавърска степен английска филология от Университета на Мериленд и специализира журналистика в Колежа по журналистика на Станфордския университет.
В периода 1989 – 1991 г. работи като бизнес репортер на „Ню Йорк Таймс“. От 1993 г. работи като разследващ журналист и задграничен кореспондент на Националното обществено радио. През 1994 г. е удостоен с наградата „Пийбоди“ за серия от разследващи доклади за тютюневата индустрия в САЩ с екип от националното радио. Работи две години в Ню Делхи, после в Йерусалим и Токио, и в продължение на десет години в повече от 30 държави, от Ирак до Индонезия, отразявайки някои от най-големите международни събития. Получава наградата „Ейнджъл“ за отразяване на ислямските въпроси в Азия. После се установява в САЩ и работи в Ню Йорк, Маями и Вашингтон. Пише като колумнист за „BBC Travel“ и статии за „Лос Анджелис Таймс“, „Вашингтон пост“, за „Морнинг едишън“ на националното радио, и за списание „AFAR“. Взема лиценз за пилот. През 2003 г. получава наградата „Рицар на журналистиката“.
Първата му книга „География на блаженството“ е публикувана през 2008 г. В него разглежда възможностите и реалностите за щастието на хората в различни държави – демократична Швейцария, богатия Катар, визията на Бутан, жителите на Ашвил, и много други. Книгата става международен бестселър и е преведена на над 20 езика по света.
В книгата си „Човек търси Бог“ от 2011 г. писателят агностик описва задълбочено и с лек хумор срещите си с различни религиозни общности в Непал, Турция, Китай, Израел, Лас Вегас и др., за да разбире идеята за божественото, в търсенето на вечните въпроси кои сме, откъде идваме, какво става, когато умираме.
Книгата му „География на гения“ от 2016 г. е пътешествие в различни страни и столетия като онагледява търсенията му къде, как и защо е процъфтявал творческият гений.
Ерик Уайнър живее със семейството си в Силвър Спринг.

## Произведения
- The Geography of Bliss: One Grump's Search for the Happiest Places in the World (2008) 
География на блаженството: един мърморко търси най-щастливите места на света, изд. „Фабер“ В. Търново (2012), прев. Нейко Генчев
- Man Seeks God: My Flirtations with the Divine (2011) 
Човек търси Бог: моят флирт с божественото, изд. „Фабер“ В. Търново (2014), прев. Илка Чечова
- The Geography of Genius: A Search for the World's Most Creative Places from Ancient Athens to Silicon Valley (2016) 
География на гения: в търсене на най-творческите места по света (от Древна Атина до Силициевата долина), изд. „Фабер“ В. Търново (2016), прев. Нейко Генчев